# Россмойн (Огайо)
Россмойн (англ. Rossmoyne) — переписна місцевість (CDP) в США, в окрузі Гамільтон штату Огайо. Населення — 1788 осіб (2020).

## Географія
Россмойн розташований за координатами 39°12′52″ пн. ш. 84°23′19″ зх. д. / 39.21444° пн. ш. 84.38861° зх. д. (39.214549, -84.388592).  За даними Бюро перепису населення США в 2010 році переписна місцевість мала площу 1,53 км², уся площа — суходіл.

## Демографія
Згідно з переписом 2010 року, у переписній місцевості мешкало 2230 осіб у 922 домогосподарствах у складі 581 родини. Густота населення становила 1458 осіб/км².  Було 980 помешкань (641/км²).
Расовий склад населення:
| - 86,1 % — білих - 8,8 % — чорних або афроамериканців - 1,9 % — азіатів - 0,4 % — корінних американців - 0,2 % — вихідців з тихоокеанських островів |

До двох чи більше рас належало 2,1 %. Частка іспаномовних становила 1,7 % від усіх жителів.
За віковим діапазоном населення розподілялося таким чином: 22,2 % — особи молодші 18 років, 64,4 % — особи у віці 18—64 років, 13,4 % — особи у віці 65 років та старші. Медіана віку мешканця становила 37,2 року. На 100 осіб жіночої статі у переписній місцевості припадало 94,3 чоловіків;  на 100 жінок у віці від 18 років та старших — 94,6 чоловіків також старших 18 років.
Середній дохід на одне домашнє господарство  становив 51 673 долари США (медіана — 43 674), а середній дохід на одну сім'ю — 57 946 доларів (медіана — 44 310). Медіана доходів становила 39 155 доларів для чоловіків та 39 330 доларів для жінок. За межею бідності перебувало 19,4 % осіб, у тому числі 38,3 % дітей у віці до 18 років та 10,8 % осіб у віці 65 років та старших.
Цивільне працевлаштоване населення становило 1253 особи. Основні галузі зайнятості: освіта, охорона здоров'я та соціальна допомога — 24,3 %, роздрібна торгівля — 12,3 %, мистецтво, розваги та відпочинок — 12,3 %.